# Acultzingo
Acultzingo es una localidad del estado mexicano de Veracruz. Es cabecera del municipio de Acultzingo.

## Demografía
| Censo | Población |
| ----- | --------- |
| 1900  | 1 056     |
| 1910  | 1 275     |
| 1921  | 1 274     |
| 1930  | 1 513     |
| 1940  | 1 613     |
| 1950  | 1 742     |
| 1960  | 1 959     |
| 1970  | 2 383     |
| 1980  | 3 359     |
| 1990  | 4 181     |
| 1995  | 5 088     |
| 2000  | 5 678     |
| 2005  | 6 276     |
| 2010  | 7 040     |
| 2020  | 7 773     |